# Erodium iranicum
Erodium iranicum là một loài thực vật có hoa trong họ Mỏ hạc. Loài này được El-Oqlah mô tả khoa học đầu tiên năm 1985.